# Храм Архистратига Михаила (Климовичи)
Храм Архистратига Михаила — православный храм в городе Климовичи Могилёвской области Белоруссии. Является памятником синодального направления ретроспективно-русского стиля (по другим данным, позднего классицизма).

## История

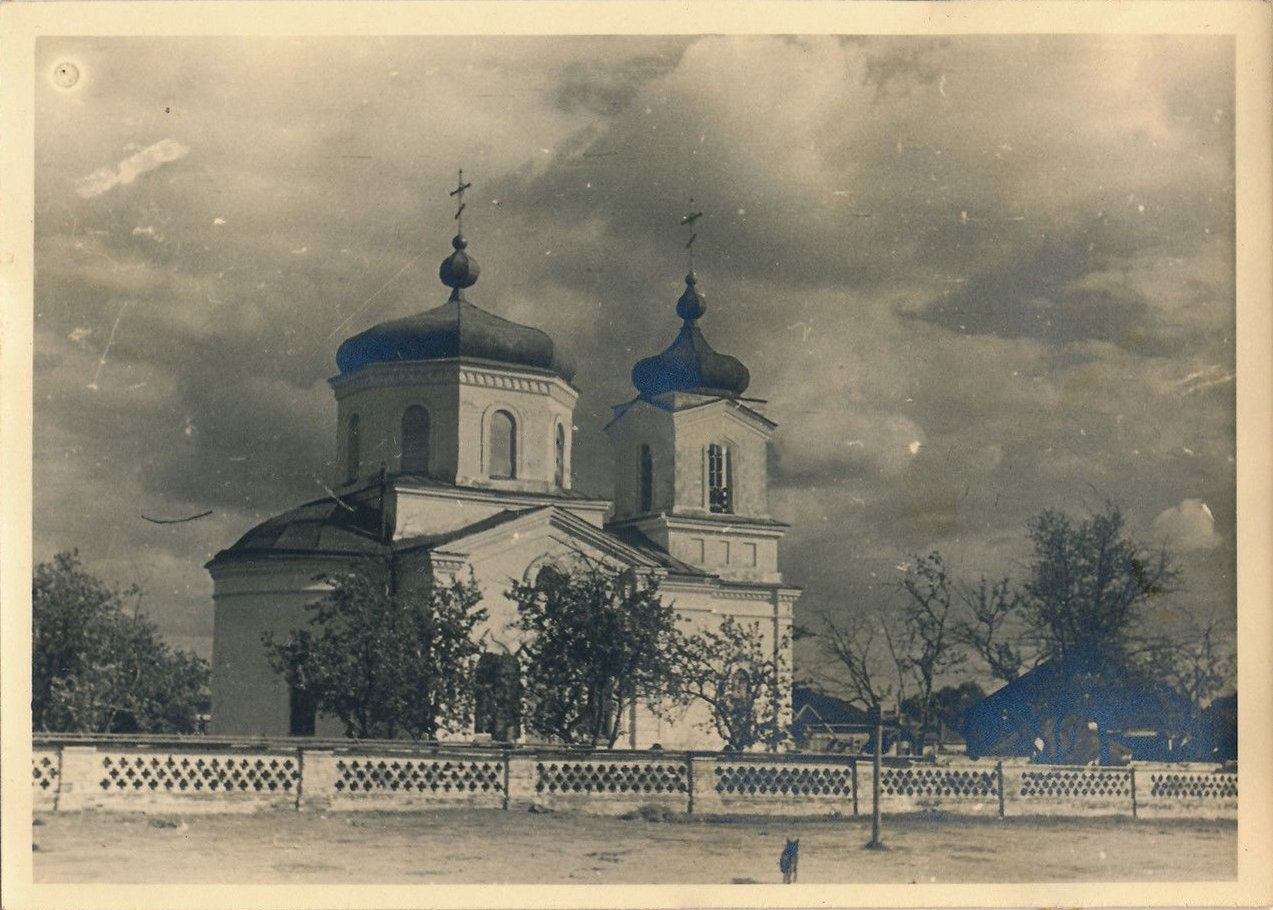
Церковь в 1943 году

Церковь была возведена в 1848 году из кирпича. По другой версии, постройка храма датируется серединой или второй половиной XIX века, а именно 1866 годом, после чего в 1881 году он стал соборным. По данным С. И. Ярославцева, опубликованным в 1914 году, собор, находившийся в конце Базарной площади, был построен по «по инициативе генерал-губернатора Могилёва графа Муравьёва». Освящение храма состоялось в 1867 году. В советское время власти хотели прикрыть церковь, сбросив кресты, но дело обошлось закрытием храма на некоторое время. Во Вторую мировую войну зданию были причинены разрушения, после которых храм был восстановлен в 1950-е годы.
Настоятелем на данный момент является священноинок Иннокентий (Смоляков).

## Архитектура

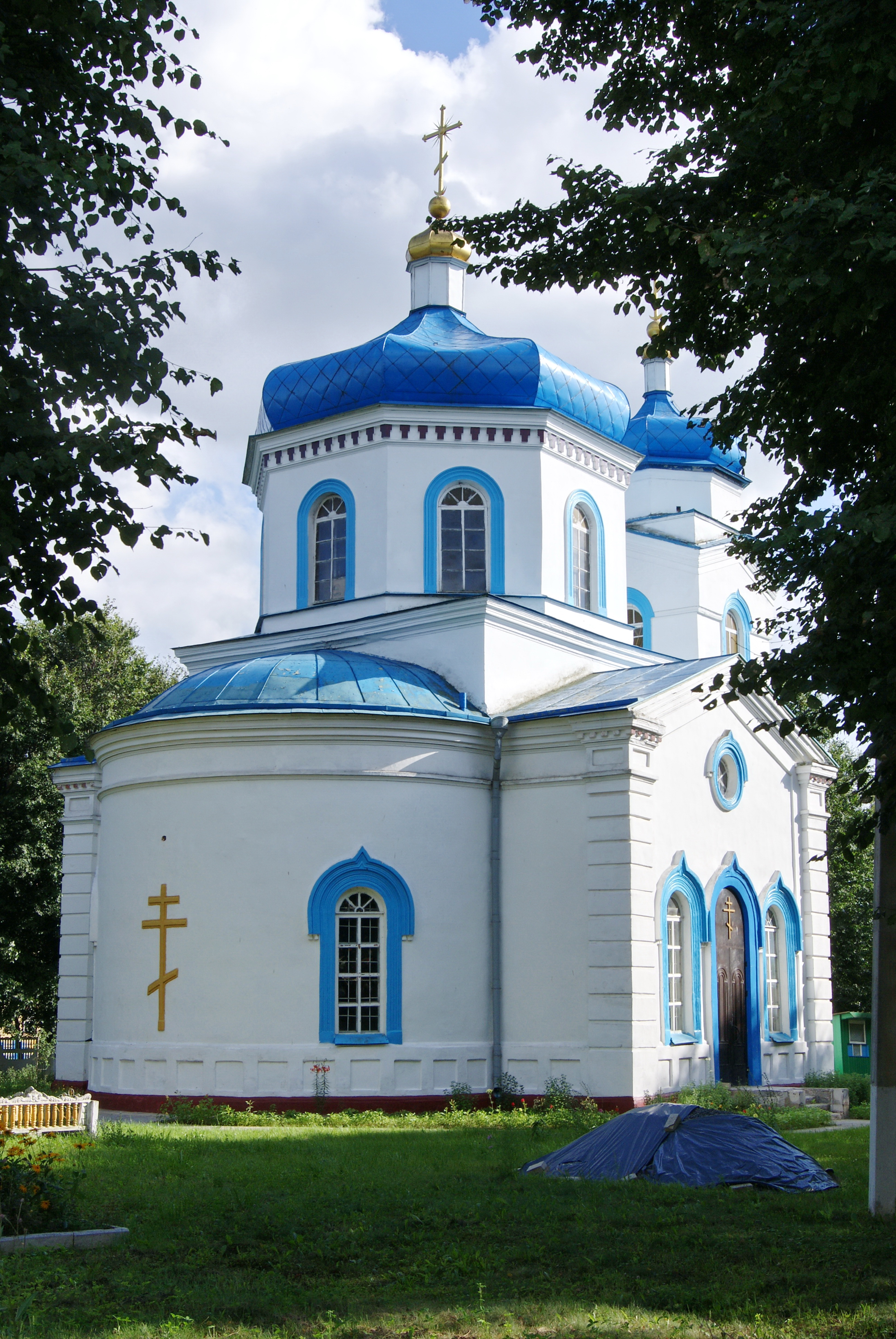

Формирующими элементами объёмно-пространственной композиции храма являются основной крестово-купольный объём с полукруглой апсидой и многоярусная звонница-притвор. Завершением звонницы и восьмигранного светового барабана, являющихся вертикальными доминантами церкви, служат плоские луковичные купола, над которыми на гранёных шеях расположены главки. Большой световой барабан сам возведён на четверике над средокрестием. В качестве декора для оштукатуренных (в двух цветах) фасадов храма, опоясанных развитыми профилированными карнизами на сухариках, использованы угловые рустованные лопатки (крупный руст), прямоугольные и круглые розетки, килевидные наличники (в другой интерпретации лепные арочки) арочных оконных проёмов, плоские ниши, раскреповки в виде треугольных фронтонов. Господствующим элементом в двусветном интерьере церкви является подкупольное пространство, перекрытием которому служит сомкнутый свод.

## Комментарии
1. ↑  В качестве строителя собора в Климовичах упоминается Владислав Семёнович Миляновский, исполнявший в 1854—1891 годах обязанности епархиального архитектора и с 1875 года занимавшего должность губернского гражданского инженера. См.: Слюнькова И. Н. Храмы и монастыри Беларуси XIX века в составе Российской империи. Пересоздание наследия. — М.: Прогресс-Традиция, 2009. — С. 228.
2. ↑  В описании же Т. В. Габрусь основным элементом в композиции храма является крестовый объём, к которому пристроены: с востока — полукруглая апсида, с запада — квадратный в плане бабинец. Трёхъярусная башня-звонница выступает здесь завершением бабинца, представляя собой два четверика и восьмерик с гранёным куполом. См.: Габрусь Т. В. Царква // Збор помнікаў гісторыі і культуры Беларусі. Магілёўская вобласць. — Минск: БелСЭ, 1986. — С. 236. — 408 с. — 5500 экз.; Габрусь Т. В. Клімавіцкая царква // Беларуская энцыклапедыя. — Минск: БелЭн, 1999. — Т. 8: Канто — Кулі. — С. 337. — 576 с. — ISBN 985-11-0144-3.